# Maria Jarymowicz
Maria Teresa Jarymowicz est une psychologue et professeure polonaise de sciences humaines née le 4 septembre 1942. Elle est chercheuse à la faculté de psychologie de l'université de Varsovie, membre du département de psychologie de la personnalité. 

## Biographie

### Formation
Elle lie sa carrière avec l'université de Varsovie[Quoi ?]. En 1970, elle obtient son doctorat en psychologie, avec une spécialisation en psychologie de la personnalité. Sa thèse de doctorat est dirigée par Janusz Reykowski. En 1978, elle obtient une habilitation universitaire avec une thèse intitulée Modyfikowanie wyobrażeń dotyczących „ja” dla zwiększania gotowości do zachowań prospołecznych. Elle est nommée professeure de sciences humaines en 1989.

### Carrière
De 1977 à 1989, elle collabore avec Jean-Paul Codol[Qui ?] de l'université de Provence. De 1988 à 1992, elle collabore avec Shalom Schwartz de l'Université hébraïque de Jérusalem. De 1984 à 1992, elle collabore avec Anthony Greenwald (en). Depuis 1996, elle collabore avec Daniel Bar-Tal (en) de l'Université de Tel Aviv.[réf. souhaitée]
Elle traite des relations entre le je-sujet et le je-objet[Quoi ?], de l'identité personnelle et sociale, de l'égocentrisme, des stéréotypes sociaux et des préjugés,.

## Récompenses et distinctions
En 1998, elle reçoit le prix Subsydia dla Uczonych, décerné par la Fondation pour la science polonaise. En 2011, elle reçoit la croix d'or du mérite en reconnaissance de ses travaux de recherche et d'enseignement.